# گیگارا
گیگارا (به لاتین: Ghighara) یک روستا در بنگلادش است که در استان باریسال و در ناحیه پیروج‌پور واقع شده است.